# Estonia ai Giochi della XXXII Olimpiade
L'Estonia ha partecipato ai Giochi della XXXII Olimpiade, che si sono svolti a Tokyo, Giappone, dal 23 luglio all'8 agosto 2021 (inizialmente previsti dal 24 luglio al 9 agosto 2020 ma posticipati per la pandemia di COVID-19) con trentatré atleti, diciannove uomini e quattordici donne.
Si è trattata della tredicesima partecipazione di questo paese ai Giochi estivi.

## Medaglie

### Medagliere per disciplina
| Sport   | Oro | Argento | Bronzo | Totale |
| ------- | --- | ------- | ------ | ------ |
| Scherma | 1   | 0       | 1      | 2      |
| Totale  | 1   | 0       | 1      | 2      |

### Medaglie
| Medaglia | Nome                                                    | Sport   | Evento                      |
| -------- | ------------------------------------------------------- | ------- | --------------------------- |
| Oro      | Julia Beljajeva Erika Kirpu Katrina Lehis Irina Embrich | Scherma | Spada a squadre femminile   |
| Bronzo   | Katrina Lehis                                           | Scherma | Spada individuale femminile |

## Delegazione
| Sport            | Uomini | Donne | Totale |
| ---------------- | ------ | ----- | ------ |
| Atletica leggera | 6      | 1     | 7      |
| Badminton        | 1      | 1     | 2      |
| Canottaggio      | 4      | 0     | 4      |
| Ciclismo         | 2      | 1     | 3      |
| Equitazione      | 0      | 1     | 1      |
| Judo             | 1      | 0     | 1      |
| Judo             | 1      | 1     | 2      |
| Nuoto            | 2      | 1     | 3      |
| Scherma          | 0      | 4     | 4      |
| Tennis           | 0      | 1     | 1      |
| Tiro             | 1      | 0     | 1      |
| Tiro con l'arco  | 0      | 1     | 1      |
| Triathlon        | 0      | 1     | 1      |
| Vela             | 1      | 1     | 2      |
| Totale           | 19     | 14    | 33     |

## Atletica leggera
| Q | Qualificato al turno successivo per la posizione in qualificazione                                                           |
| q | Qualificato per il turno successivo per ripescaggio o, negli eventi su campo, conquistando la misura minima per qualificarsi |

Maschile
Eventi su pista e strada
| Atleta        | Evento         | Batteria  | Batteria  | Semifinale | Semifinale | Finale    | Finale    |
| Atleta        | Evento         | Risultato | Posizione | Risultato  | Posizione  | Risultato | Posizione |
| ------------- | -------------- | --------- | --------- | ---------- | ---------- | --------- | --------- |
| Rasmus Mägi   | 400 m ostacoli | 48"73     | 2° Q      | 48"36      | 2° Q       | 48"11     | 7°        |
| Roman Fosti   | Maratona       | N.D.      | N.D.      | N.D.       | N.D.       | 2h25'37"  | 68°       |
| Tiidrek Nurme | Maratona       | N.D.      | N.D.      | N.D.       | N.D.       | 2h16'16"  | 27°       |

Eventi multipli
| Atleta       | Evento    | 100 m | Lungo | Peso  | Alto | 400 m | 110 ost. | Disco  | Asta | Giav. | 1500 m  | Punteggio totale | Pos. |
| ------------ | --------- | ----- | ----- | ----- | ---- | ----- | -------- | ------ | ---- | ----- | ------- | ---------------- | ---- |
| Johannes Erm | Decathlon | 11"04 | 7.36  | 14.60 | 1.99 | 48"25 | 14"55    | 45.72  | 4.80 | 58.41 | 4'25"42 | 8213             | 11°  |
| Karel Tilga  | Decathlon | 11"31 | 6.77  | 15.25 | 2.02 | 50"48 | 16"10    | 41.31" | nm   | 73.26 | 4'38"24 | 7018             | 20°  |
| Maicel Uibo  | Decathlon | 11"32 | 7.37  | 13.95 | 2.02 | 50"82 | 14"83    | 46.38  | 5.50 | 50.64 | 4'38"64 | 8037             | 15°  |

Femminile
Eventi su campo
| Atleta        | Evento         | Qualifica | Qualifica | Finale          | Finale          |
| Atleta        | Evento         | Misura    | Posizione | Misura          | Posizione       |
| ------------- | -------------- | --------- | --------- | --------------- | --------------- |
| Ksenija Balta | Salto in lungo | nm        | -         | non qualificata | non qualificata |

## Badminton
| Atleta        | Evento            | Girone                     | Girone                             | Girone | Ottavi               | Quarti               | Semifinale           | Finale               | Finale          |
| Atleta        | Evento            | Avversario Punteggio       | Avversario Punteggio               | Pos.   | Avversario Punteggio | Avversario Punteggio | Avversario Punteggio | Avversario Punteggio | Pos.            |
| ------------- | ----------------- | -------------------------- | ---------------------------------- | ------ | -------------------- | -------------------- | -------------------- | -------------------- | --------------- |
| Raul Must     | Singolo maschile  | Chen L. P (10–21, 9–21)    | P. Abián P (7–21, 11-21)           | 3°     | Non qualificato      | Non qualificato      | Non qualificato      | Non qualificato      | Non qualificato |
| Kristin Kuuba | Singolo femminile | D. Macías V (21-19, 21-13) | B. Ongbamrungphan P (16–21, 12-21) | 2ª     | Non qualificata      | Non qualificata      | Non qualificata      | Non qualificata      | Non qualificata |

## Canottaggio
| FA   | Qualificato in finale A (per le medaglie)     |
| FB   | Qualificato in finale B (non per le medaglie) |
| FC   | Qualificato in finale C (non per le medaglie) |
| FD   | Qualificato in finale D (non per le medaglie) |
| FE   | Qualificato in finale E (non per le medaglie) |
| FF   | Qualificato in finale F (non per le medaglie) |
| SA/B | Semifinali A/B                                |
| SC/D | Semifinali C/D                                |
| SE/F | Semifinali E/F                                |
| QF   | Qualificato ai quarti di finale               |
| R    | Ripescaggio                                   |

| Atleta                                                  | Evento               | Batteria | Batteria  | Ripescaggio | Ripescaggio | Semifinali | Semifinali | Finale | Finale    |
| Atleta                                                  | Evento               | Tempo    | Posizione | Tempo       | Posizione   | Tempo      | Posizione  | Tempo  | Posizione |
| ------------------------------------------------------- | -------------------- | -------- | --------- | ----------- | ----------- | ---------- | ---------- | ------ | --------- |
| Tõnu Endrekson Allar Raja Kaspar Taimsoo Jüri-Mikk Udam | 4 di coppia maschile | 5:47.12  | 3° R      | 5:56.52     | 2° FA       | 6:11.48    | N.D.       | N.D.   | 6°        |

## Ciclismo

### Ciclismo su strada
Maschile
| Atleta        | Evento         | Tempo    | Posizione |
| ------------- | -------------- | -------- | --------- |
| Tanel Kangert | Corsa in linea | 6h15'38" | 46º       |
| Tanel Kangert | Cronometro     | 59'05"25 | 22º       |
| Peeter Pruus  | Corsa in linea | dnf      | -         |

### Mountain bike
Femminile
| Atleta      | Evento        | Tempo    | Classifica |
| ----------- | ------------- | -------- | ---------- |
| Janika Lõiv | Cross-country | 1h23'17" | 17ª        |

## Equitazione

### Dressage
| Atleta         | Cavallo    | Gara        | Grand Prix | Grand Prix | Grand Prix Special | Grand Prix Special | Grand Prix Freestyle | Grand Prix Freestyle | Totale          | Totale          |
| Atleta         | Cavallo    | Gara        | Punteggio  | Classifica | Punteggio          | Classifica         | Tecnico              | Artistico            | Punteggio       | Classifica      |
| -------------- | ---------- | ----------- | ---------- | ---------- | ------------------ | ------------------ | -------------------- | -------------------- | --------------- | --------------- |
| Dina Ellermann | Donna Anna | Individuale | 65.435     | 49º        | non qualificato    | non qualificato    | non qualificato      | non qualificato      | non qualificato | non qualificato |

## Judo
| Atleta           | Evento           | 16-esimi             | Ottavi                                | Quarti               | Semifinali           | Ripescaggio          | Med. bronzo          | Finale               | Posizione       |
| Atleta           | Evento           | Avversario Risultato | Avversario Risultato                  | Avversario Risultato | Avversario Risultato | Avversario Risultato | Avversario Risultato | Avversario Risultato | Posizione       |
| ---------------- | ---------------- | -------------------- | ------------------------------------- | -------------------- | -------------------- | -------------------- | -------------------- | -------------------- | --------------- |
| Grigori Minaškin | -100 kg maschile | Bye                  | Lkhagvasürengiin O. (MNG) P (000-010) | non qualificato      | non qualificato      | non qualificato      | non qualificato      | non qualificato      | non qualificato |

## Lotta

### Libera
| Atleta  | Evento | Ottavi                 | Quarti                    | Semifinali           | Ripescaggio Turno 1  | Ripescaggio Turno 2  | Finale/ Finale per il bronzo | Pos.            |
| Atleta  | Evento | Avversario Risultato   | Avversario Risultato      | Avversario Risultato | Avversario Risultato | Avversario Risultato | Avversario Risultato         | Pos.            |
| ------- | ------ | ---------------------- | ------------------------- | -------------------- | -------------------- | -------------------- | ---------------------------- | --------------- |
| Epp Mäe | -53 kg | E. Wiebe (CAN) V (5-1) | H. Minagawa (JPN) P (0-3) | non qualificata      | non qualificata      | non qualificata      | non qualificata              | non qualificata |

### Greco-romana
| Atleta        | Evento | Ottavi                     | Quarti               | Semifinali           | Ripescaggio Turno 1  | Ripescaggio Turno 2  | Finale/ Finale per il bronzo | Pos.            |
| Atleta        | Evento | Avversario Risultato       | Avversario Risultato | Avversario Risultato | Avversario Risultato | Avversario Risultato | Avversario Risultato         | Pos.            |
| ------------- | ------ | -------------------------- | -------------------- | -------------------- | -------------------- | -------------------- | ---------------------------- | --------------- |
| Artur Vititin | 130 kg | M. Abdullaev (UZB) P (0-4) | non qualificato      | non qualificato      | non qualificato      | non qualificato      | non qualificato              | non qualificato |

## Nuoto
| Atleta          | Gara                            | Batterie | Batterie | Semifinali      | Semifinali      | Finale          | Finale          |
| Atleta          | Gara                            | Tempo    | Pos.     | Tempo           | Pos.            | Tempo           | Pos.            |
| --------------- | ------------------------------- | -------- | -------- | --------------- | --------------- | --------------- | --------------- |
| Martin Allikvee | 200 m rana maschili             | 2:12.60  | 25°      | non qualificato | non qualificato | non qualificato | non qualificato |
| Kregor Zirk     | 200 metri stile libero maschili | 1:46.10  | 11° Q    | 1:46.67         | 13°             | non qualificato | non qualificato |
| Kregor Zirk     | 400 metri stile libero maschili | 3:47.05  | 15°      | N.D.            | N.D.            | non qualificato | non qualificato |
| Kregor Zirk     | 100 metri farfalla maschili     | 52.82    | 41°      | non qualificato | non qualificato | non qualificato | non qualificato |
| Kregor Zirk     | 200 metri farfalla maschili     | 1:57.26  | 25°      | non qualificato | non qualificato | non qualificato | non qualificato |
| Eneli Jefimova  | 100 metri misti femminili       | 1:06.79  | 14ª Q    | 1:07.58         | 16ª             | non qualificata | non qualificata |
| Eneli Jefimova  | 200 metri misti femminili       | 2:27.87  | 27ª      | non qualificata | non qualificata | non qualificata | non qualificata |

## Scherma
| Atleta                                                  | Evento                      | Trentaduesimi        | Sedicesimi                     | Ottavi di finale              | Quarti di finale                 | Semifinali                   | Finale                            | Pos.            |                 |
| Atleta                                                  | Evento                      | Avversario Risultato | Avversario Risultato           | Avversario Risultato          | Avversario Risultato             | Avversario Risultato         | Avversario Risultato              | Pos.            |                 |
| ------------------------------------------------------- | --------------------------- | -------------------- | ------------------------------ | ----------------------------- | -------------------------------- | ---------------------------- | --------------------------------- | --------------- | --------------- |
| Julia Beljajeva                                         | Spada individuale femminile | Bye                  | C. Vitalis (FRA) V (15-5)      | N. Satō (JPN) V (15-10)       | A.M. Popescu (ROM) P (8-15)      | non qualificata              | non qualificata                   | non qualificata | non qualificata |
| Erika Kirpu                                             | Spada individuale femminile | Bye                  | K. Hurley (USA) P (14-15)      | non qualificata               | non qualificata                  | non qualificata              | non qualificata                   | non qualificata |                 |
| Katrina Lehis                                           | Spada individuale femminile | Bye                  | Ewa Trzebińska (POL) V (11-10) | Mara Navarria (ITA) V (15-10) | Rossella Fiamingo (ITA) V (15-7) | A.M. Popescu (ROM) P (11-15) | Aizanat Murtazaeva (ROC) V (15-8) | Bronzo          |                 |
| Julia Beljajeva Erika Kirpu Katrina Lehis Irina Embrich | Spada a squadre femminile   | N.D.                 | N.D.                           | N.D.                          | Polonia V (29-26)                | Italia V (42-34)             | Corea del Sud V (36-32)           | Oro             |                 |

## Tennis
| Atleta          | Evento              | 32-esimi         | 32-esimi     | 16-esimi        | 16-esimi        | Ottavi di finale | Ottavi di finale | Quarti di finale | Quarti di finale | Semifinali      | Semifinali      | Finale          | Finale          | Classifica      |
| Atleta          | Evento              | Avver.           | Punt.        | Avver.          | Punt.           | Avver.           | Punt.            | Avver.           | Punt.            | Avver.          | Punt.           | Avver.          | Punt.           | Classifica      |
| --------------- | ------------------- | ---------------- | ------------ | --------------- | --------------- | ---------------- | ---------------- | ---------------- | ---------------- | --------------- | --------------- | --------------- | --------------- | --------------- |
| Anett Kontaveit | Singolare femminile | M. Sakkarī (GRE) | P (5-7, 2-6) | non qualificata | non qualificata | non qualificata  | non qualificata  | non qualificata  | non qualificata  | non qualificata | non qualificata | non qualificata | non qualificata | non qualificata |

## Tiro a segno/volo
| Atleta       | Evento                                   | Qualificazione | Qualificazione | Finale          | Finale          |
| Atleta       | Evento                                   | Punteggio      | Classifica     | Punteggio       | Classifica      |
| ------------ | ---------------------------------------- | -------------- | -------------- | --------------- | --------------- |
| Peeter Olesk | Pistola 10 metri aria compressa maschile | 564            | 33°            | non qualificato | non qualificato |
| Peeter Olesk | Pistola 25 metri automatica maschile     | 572            | 19°            | non qualificato | non qualificato |

## Triathlon
| Atleta        | Evento                | Nuoto | Trans. 1 | Ciclismo | Trans. 2 | Corsa    | Totale | Classifica |
| ------------- | --------------------- | ----- | -------- | -------- | -------- | -------- | ------ | ---------- |
| Kaidi Kivioja | Individuale femminile | 21:40 | 48"      | doppiata | doppiata | doppiata | dnf    | -          |

## Vela
M è la Medal race, si qualificano solo i primi 10 della classifica dopo le prime regate.
| Atleta            | Evento         | Regata | Regata | Regata | Regata | Regata | Regata | Regata | Regata | Regata | Regata | Regata | Regata | Regata | Punteggio Totale | Punteggio Netto | Classifica |
| Atleta            | Evento         | 1      | 2      | 3      | 4      | 5      | 6      | 7      | 8      | 9      | 10     | 11     | 12     | M      | Punteggio Totale | Punteggio Netto | Classifica |
| ----------------- | -------------- | ------ | ------ | ------ | ------ | ------ | ------ | ------ | ------ | ------ | ------ | ------ | ------ | ------ | ---------------- | --------------- | ---------- |
| Karl-Martin Rammo | Laser maschile | 16     | 13     | 19     | 8      | 1      | 21     | 12     | 25     | 1      | 26     | N.D.   | N.D.   | -      | 142              | 116             | 15°        |
| Ingrid Puusta     | RS:X femminile | 15     | 12     | 16     | 10     | 14     | 17     | 17     | 17     | 17     | 18     | 13     | 18     | -      | 184              | 166             | 16°        |